# Orebić
Orebić je naselje in občina na Hrvaškem, ki leži na jugozahodu polotoka Pelješac ob Pelješkem kanalu pod 961 m visokim hribom Sveti Ilija nasproti Korčule; je središče občine Orebić v Dubrovniško-neretvanski županiji.
Orebić je manjše mesto; v upravnem območju občine je po popisu iz leta 1991 živelo 4165, leta 2021 pa le 3.712 prebivalcev. Je najpomembnejši turistični kraj na Pelješcu. Turistična dejavnost v Orebiću se je pričela dejavneje razvijati po letu letu 1961. Apnenčasti vrhovi Svetega Ilije in Vižanjice (433 mnm) ščitijo mesto pred vplivi burje. Povprečna januarska temperatura je 9,3 °C, julijska pa 26,8 °C. Okolica je obdana z bujno mediteransko vegetacijo. Med plažami je najpomembnejša tista, ki se nahaja v zalivu Trstenica. V mestu je v poslopju bivše občinske hiše Pomorski muzej. Mesto je s trajektno linijo vsakodnevno povezano s krajem Dominče na sosednjem otoku Korčula.

## Zgodovina
Orebić je bil v preteklosti pomembno pristanišče. Ustanovljen je bil konec 16. stoletja. Ime je dobil po pomorski družini Orebić, ki je leta 1586 obnovila grad sredi utrjenega naselja. Pred tem se je današnji Orebić imenoval Trstenica. Od 14. do 19. stol. je bil v Orebiću sedež kneza, ki je sodil pod upravo Dubrovniške republike
Kamnite utrdbe in gomile, ki se nahajajo na griču Grudi, in na hribu Vižanjici so iz prazgodovinskega obdobja. Odkrili so tudi ostanke naselja iz rimskega obdobja. V baročni cerkvi je nad vhodnimi vrati vzidan starokrščanski marmorni relief. Dva kilometra zahodno od Orebića se nahaja gotsko - renesančni frančiškanski samostan postavljen v 15. stoletju. Nad samostanom stoji gotska cerkev Gospe od Karmena, ob kateri so antični sarkofagi.

## Demografija
| Pregled števila prebivalcev po letih | Pregled števila prebivalcev po letih | Pregled števila prebivalcev po letih | Pregled števila prebivalcev po letih | Pregled števila prebivalcev po letih | Pregled števila prebivalcev po letih | Pregled števila prebivalcev po letih | Pregled števila prebivalcev po letih | Pregled števila prebivalcev po letih | Pregled števila prebivalcev po letih | Pregled števila prebivalcev po letih | Pregled števila prebivalcev po letih | Pregled števila prebivalcev po letih | Pregled števila prebivalcev po letih | Pregled števila prebivalcev po letih |
| ------------------------------------ | ------------------------------------ | ------------------------------------ | ------------------------------------ | ------------------------------------ | ------------------------------------ | ------------------------------------ | ------------------------------------ | ------------------------------------ | ------------------------------------ | ------------------------------------ | ------------------------------------ | ------------------------------------ | ------------------------------------ | ------------------------------------ |
| 1857                                 | 1869                                 | 1880                                 | 1890                                 | 1900                                 | 1910                                 | 1921                                 | 1931                                 | 1948                                 | 1953                                 | 1961                                 | 1971                                 | 1981                                 | 1991                                 | 2001                                 |
| 577                                  | 486                                  | 525                                  | 565                                  | 539                                  | 520                                  | 622                                  | 579                                  | 370                                  | 587                                  | 534                                  | 768                                  | 1181                                 | 1489                                 | 1949                                 |